# Skorradalsháls
Skorradalsháls är ett berg i republiken Island. Det ligger i regionen Västlandet, 50 km norr om huvudstaden Reykjavík. Toppen på Skorradalsháls är 412 meter över havet, eller 372 meter över den omgivande terrängen. Bredden vid basen är 14,2 km.
Trakten runt Skorradalsháls är nära nog obefolkad, med mindre än två invånare per kvadratkilometer. Närmaste större samhälle är Hvanneyri, omkring 11 kilometer väster om Skorradalsháls. Trakten runt Skorradalsháls består i huvudsak av gräsmarker.